# Bill Viola
Bill Viola (Queens, 25 de janeiro de 1951 – Long Beach, 12 de julho de 2024) foi um videoartista estadunidense.

## Biografia
Começou sua carreira na década de 1970 com trabalhos no Everson Museun em Syracuse, Nova Iorque. Foi influenciado por artistas como Nam June Paik, Joseph Beuys, Wolf Vostell, Bruce Nauman e Peter Campus. Seus trabalhos em vídeoarte consistem em instalações, vídeos e performances, sendo marcados por um uso transparente do aparato videográfico, um controle e entendimento complexo do tempo, e por um inventivo uso do som. O tom espiritual de videos como The passing (1991) é constante em sua obra, já vídeos como Reverse Television (1983) trabalham uma crítica à televisão e à passividade de telespectadores, já Chott-l-Djerid (1979) apresenta imagens "abstratas" que fogem à analogia fotográfica. Ele trabalhou códigos simbólicos e refletiu sobre a falta de consciência coletiva na arte e fez um uso muito próprio do sonho e da fantasia. Seu último trabalho foi Ocean Without a Shore (2007).
Viola morreu em 12 de julho de 2024, aos 73 anos, em Long Beach devido a complicações da doença de Alzheimer.

## Prémios
- 1984 Polaroid Video Art Award for outstanding achievement, EUA
- 1987 Maya Deren Award, American Film Institute, EUA
- 1989 John D. and Catherine T. MacArthur Foundation Award, EUA
- 1993 Skowhegan Medal (Video Installation), EUA
- 1993 Medienkunstpreis, Zentrum für Kunst und Medientechnologie, Karlsruhe, and Siemens Kulturprogramm, Alemanha
- 2003 Cultural Leadership Award, American Federal of Arts, EUA
- 2006 NORD/LB Art Prize, Bremen, Alemanha
- 2009 Eugene McDermott Award in the Arts, MIT, Cambridge, MA[6] Recebeu $ 75 000 e foi chamado a ir para o MIT e ajudar a melhorar os grupos criativos lá.
- 2009 Prémio Internacional Catalunha, Barcelona, Espanha
- 2010 Honorary doctorate from the University of Liège,[7] Bélgica
- 2011 Praemium Imperiale, Japão